# Conseil des XXI
Le Conseil des Vingt et un était l'un des trois conseils qui gouvernaient la ville de Strasbourg entre les XIIIe et XVIIe siècles.

## Histoire
Lorsque Strasbourg obtient son autonomie à l'égard du pouvoir épiscopal, au XIIIe siècle, la ville met en place un certain nombre d'institutions qui répartissent le pouvoir entre :
- Un ammestre bourgeois, élu pour une année ;
- Quatre stettmestres nobles, élus pour deux ans et régents pendant un trimestre ;
- Trois conseils :
  - le Conseil des XIII
  - le Conseil des XV
  - le Conseil des XXI
- Vingt corporations de métiers.

Cette autonomie de la ville, qui lui permet de se gouverner, reste préservée jusqu'au XVIIe siècle, lors de la prise progressive de pouvoir en Alsace par Louis XIV.
Le conseil des XXI, ou Grand conseil, est en réalité plus nombreux, certains de ses membres sont suppléants. Alors que les deux autres conseils ont des attributions spécifiques, le Conseil des XIII est responsable des affaires étrangères et militaires, tandis que le Conseil des XV doit veiller aux affaires intérieures, le Conseil des XXI lui n'a pas d'attributions particulières. 